# Moehringia intricata
Moehringia intricata är en nejlikväxtart. Moehringia intricata ingår i släktet skogsnarvar, och familjen nejlikväxter.

## Underarter
Arten delas in i följande underarter:
- M. i. giennensis
- M. i. intricata